# کوه مالموک
کوه مالموک (به لاتین: Mallemuk Mountain) یک منطقهٔ مسکونی در گرینلند است که در پارک ملی شمال شرق گرینلند واقع شده‌است. کوه مالموک ۷۶۲ متر بالاتر از سطح دریا واقع شده‌است.